# Ryan Zinke
Ryan Keith Zinke, född 1 november 1961 i Bozeman i Montana, är en amerikansk ekonom och republikansk politiker.
Från mars 2017 till januari 2019 var han USA:s inrikesminister i Trumps kabinett. Han var ledamot av USA:s representanthus mellan åren 2015 och 2017 för delstaten Montana. Mellan åren 2009 och 2011 var han ledamot av Montanas senat.
Zinkes utgifter som inrikesminister, vilket inkluderar dyra flygningar, har väckt etiska frågor och kontrovers och utreds av inrikesdepartementets kontor för överinspektören.

## Karriär
Zinke avlade kandidatexamen i geologi vid University of Oregon 1984. Därefter avlade han masterexamen i företagsekonomi vid National University 1991. Zinke har även avlagt masterexamen i globalt ledarskap vid University of San Diego 2003.
Den 15 december 2016 meddelade USA:s då tillträdande president Donald Trump att han valt att nominera Zinke som inrikesminister i sitt kabinett som tillträder den 20 januari 2017. Den 1 mars 2017 godkändes nomineringen i USA:s senat och samma dag svors Zinke in som inrikesminister. Trump tillkännagav den 15 december 2018 att Zinke skulle lämna sin post i slutet av 2018.